# Amylin Pharmaceuticals
Amylin Pharmaceuticals ist ein biopharmazeutisches Unternehmen mit Sitz in San Diego, das 1987 gegründet wurde. Es beschäftigt sich mit der Feststellung, Entwicklung und Vermarktung von Arzneimittelkandidaten für die Behandlung von Diabetes mellitus, Adipositas und anderen Krankheiten. Amylin produziert zurzeit zwei Medikamente: Symlin und Byetta. Das Unternehmen produziert auch ein Arzneimittel, das auf Leptin basiert.